# Коган, Леонид Борисович (архитектор)
Леонид Борисович Коган (12 декабря 1931, Москва — 26 сентября 2014, там же) — доктор архитектуры, ассоциированный профессор университета Западный Париж — Нантер-ля-Дефанс (Париж — X) (1990, 1995, 1996, 1997), почётный член Российской академии архитектуры и строительных наук, основатель школы урбанологических исследований городских процессов и урбанологии как направления науки. Автор статьи «урбанизация» и «социология города» в «Философской энциклопедии» (1970), соавтор статьи «урбанизация» в «Большой советской энциклопедии» (1977).

## Биография
Родился в Москве, в семье врачей. После окончания Московской средней художественной школы им. В. И. Сурикова в 1950 году, поступил в Московский архитектурный институт, который окончил в 1956 году. Работал в институте Госхимпроект, а затем в ЦНИИЭП жилища.
После окончания аспирантуры Московского архитектурного института, с 1965 по 1987 год работал в ЦНИИП градостроительства, руководил группой социологических проблем, в 1968 году в МАРХИ защитил кандидатскую диссертацию, подготовил шесть кандидатов архитектуры; под руководством Леонида Борисовича проведён целый цикл социально-градостроительных исследований и обследований.
В 1987 году перешёл на работу в НИиПИ генплана Москвы, где руководил отделом социально-градостроительных программ, в 1989 году в ЦНИИП градостроительства защитил докторскую диссертацию. В 1995, 1996 и 1997 годах по программе Министерства высшего образования и исследований Франции работал ассоциированным профессором в Университете Париж — Х, где прочёл курс «Особенности процесса урбанизации в России», в 2001 и 2005 годах выступал официальным оппонентом на защите кандидатских диссертаций в Университетах Париж — VIII и Париж — Х.
В начале своего поворота к социологии города (урбанологии) испытал влияние Ю. А. Левады. От него же воспринял и сам термин «урбанология». Позднее поддерживал тесные отношения с крупным французским урбанологом Ги Бюржелем и основанной им Лабораторией географии города.
В 2001 году возвратился на работу в ЦНИИП градостроительства, где работал вплоть до сентября 2014 г., сначала, в должности заведующего сектором социально — градостроительных проблем, затем — начальника отдела урбанологии.
Скончался 26 сентября 2014 года. Похоронен в Москве на Новодевичьем кладбище рядом с родными (место 7-2-11).

### Семья
Отец — Борис Борисович Коган (1896 — 13.11.1967), доктор медицинских наук, профессор 1-го Московского медицинского института, заслуженный деятель науки РСФСР. С ноября 1952 г. по апрель 1953 г. находился в заключении по «делу врачей», полностью реабилитирован.
Мать — Ася Ивановна Тер-Захарьян, врач-терапевт.
Сестра — Владлена Борисовна Коган.
Жена — Ирина Павловна Шумная, кандидат архитектуры, старший научный сотрудник отдела охраны окружающей среды ЦНИИП градостроительства.
Дочь — Екатерина Литвиненко, переводчик.
Пасынок — Николай Алексеевич Хауке, архитектор.

## Научная деятельность
Л. Б. Когану принадлежит разработка концепции взаимодействия социальных функций и пространственной среды городов, в рамках которой введены в научный оборот новые методологические подходы и категории. Особое значение имеет трактовка процесса урбанизации как широкого социально-пространственного феномена, политическая, культурная и градостроительная интерпретация его закономерностей и механизмов. Под руководством Л. Б. Когана в русле его концепции проведён цикл исследований и обследований населения в Москве, Таллине, Тбилиси, Новосибирске, Ереване, Тольятти, Караганде, Дзержинске, Иркутске, Пущино, Новосибирском Академгородке, Долгопрудном и других городах (1972—2012).
Был ведущим научных конференций.

### Избранные труды
монографии
Источник — электронные каталоги РНБ
- Коган Л. Б. Быть горожанами. — М. : Мысль, 1990. — 207 с. — ISBN 5-244-00429-8.
- Коган Л. Б. Проблемы урбанизации. Город и культура. — М. : Информкультура, 1981. — 31 с. — (Культура. Искусство : Обзор. информ. / Информ. центр по пробл. культуры и искусства ; Вып. 3).
- Коган Л. Б. Развитие социально-культурных функций и пространственной среды городов : Автореф. дис. … д-ра архитектуры. — М., 1989. — 50 с.
- Коган Л. Б. Социальная жизнь города и формирование планировочных структурных единиц. (Опыт градостроит.-социол. исследования) : Автореф. дис. … канд. архитектуры. — М., 1968. — 20 с.
- Коган Л. Б. Социально-культурные функции городов и развитие их пространственной среды : Автореф. дис. … д-ра архитектуры. — М., 1980. — 42 с.
- Коган Л. Б. Урбанизация и городская культура / Сов. социол. ассоциация. Сов. оргком. по подготовке VII Междунар. социол. конгресса. Варна, 1970. — Москва : Б. и., 1970. — 10 с.
- Социально-культурные функции города и пространственная среда / Под ред. Л. Б. Когана. — М. : Стройиздат, 1982. — 177 с.
- Коган Л. Б. Города и политика: Российские уроки. — Обнинск : Институт муниципального управления, 2003. — 216 с.
- Kogan L. B. On recherche les citadins!. — Moscou : GRAAL, 1996. — 84 p.

статьи
- Ахиезер А. С., Коган Л. Б., Яницкий О. Н. Урбанизация, общество и научно-техническая революция // Вопросы философии. — 1969. — № 2.
- Коган Л. Б. Урбанизация // Философская энциклопедия. — М., 1970. — Т. 5. — С. 285—286.Ку
- Коган Л. Б. Социология города // Философская энциклопедия. — М., 1970. — Т. 5. — С. 97.
- Коган Л. Б., Листенгурт Ф. М. Урбанизация и природа // Природа. — 1975. — № 3. — С. 13-25.
- Коган Л. Б., Покшишевский В. В. Урбанизация // Большая советская энциклопедия. — М., 1977. — Т. 27.
- Коган Л. Б., Покшишевский В. В. Урбанизация // Философский энциклопедический словарь. — М., 1983.
- Коган Л. Б. Урбанизация // Философский энциклопедический словарь. — М., 1989.
- Коган Л. Б. Урбанизация // Архитектура и градостроительство : Энциклопедия. — М., 2001.- С. 596—601.
- Коган Л. Б. Урбанизация — общение — микрорайон // Архитектура СССР. — 1967.- № 4.
- Коган Л. Б. Культура и города. — Архитектура СССР, № 1, 1973. — с. 53-54.
- Коган Л. Б. Демократия без городов? : Сб. ст. — Новосибирск : Полис; Автор, 1993. — 53 с. — ISBN 5-88030-066-8.
- Коган Л. Б. Требуются горожане! : Сб. ст. — М. : Грааль, 1996.
- Kogan L. B. Pour une politique urbaine en Russie // Diogène. — 2001. — № 194, avril-juin.
- Kogan L. B. La politique urbaine de la Russie: le temps d’une prise de conscience // Une certaine Idée. — 2001. — № 11, 3e trimestre.